# FC Green Boys 77 Harlange-Tarchamps
FC Green Boys 77 Harlingen-Tarchamps (luxemburgisch FC Green Boys 77 Harel-Iischpelt bzw. französisch FC Green Boys 77 Harlange-Tarchamps) ist ein luxemburgischer Fußballverein aus der Ortschaft Harlingen.

## Geschichte
Der Klub entstand 1977, als die Vereine FC Harlange 1963 und FC Tarwat Tarchamps 1948 fusionierten. Zweimal gelang dem Verein bisher der Aufstieg in die Ehrenpromotion, der zweithöchsten Liga Luxemburgs: in der Saison 1992/93 und 2009/10. Im nationalen Pokal, der Coupe de Luxembourg, stieß Harlingen-Tarchamps in der Saison 2003/04 bis ins Sechzehntelfinale vor, wo man mit 1:4 am Erstligisten Spora Luxemburg scheiterte. In der Coupe FLF erreichte der Verein in der Saison 2013/14 das Halbfinale, unterlag jedoch US Esch mit 1:2.

## Stadion
Hauptspielfeld ist das Terrain „Am Duerf“ in Harlingen mit einem synthetischen Spielfeld und ca. 100 überdachten Stehplätzen. Außerhalb des Ortes liegt das frühere Spielfeld „Um Haf“, welches einen Rasenplatz hat, aber nur noch selten genutzt wird.

## Ehemalige Spieler
- Romain Schneider (* 1962), luxemburgischer Politiker und Minister, war von 1993 bis 1995 Spieler und Spielertrainer
- Chris Philipps (* 1994), 54 A-Länderspiele für Luxemburg, u. a. für den FC Metz und Legia Warschau aktiv.
- Amel Ćosić (* 1989), 1 A-Länderspiele für Luxemburg, von 2021 bis 2023 als Co-Spielertrainer aktiv.